# 16 (araña)
#16 (1973-2016) fue una araña hembra de la especie Gaius villosus que vivía en North Bungulla Reserve en Australia Occidental. Fue estudiada por la aracnóloga Barbara York Main junto a más de 100 arañas de su especie desde marzo de 1974 hasta 2015, supervisándola semestral o anualmente. Su madriguera fue identificada con el número 16.
Vivió toda su vida en la misma madriguera, que es típica de su especie.
El 31 de octubre de 2016, la investigadora Leanda Mason observó la madriguera en mal estado y la araña desaparecida. El tapón de seda habría sido perforado por una avispa de las arañas. En la última revisión, seis meses antes, estaba viva. Basándose en la fidelidad a la madriguera de las hembras de su especie, los investigadores concluyeron con un alto nivel de certeza que #16 tenía 43 años en el momento de su muerte, por lo cual se la considera la araña más longeva registrada.